# Populärmusik från Vittula (film)
Populärmusik från Vittula è un film del 2004 diretto da Reza Bagher e tratto dal romanzo Musica rock da Vittula di Mikael Niemi.
Il film uscì nei cinema svedesi il 24 settembre 2004.

## Riconoscimenti
- 2005 - Tallinn Black Nights Film Festival
  - Miglior film per giovani a Reza Bagher